# عسر التكيف

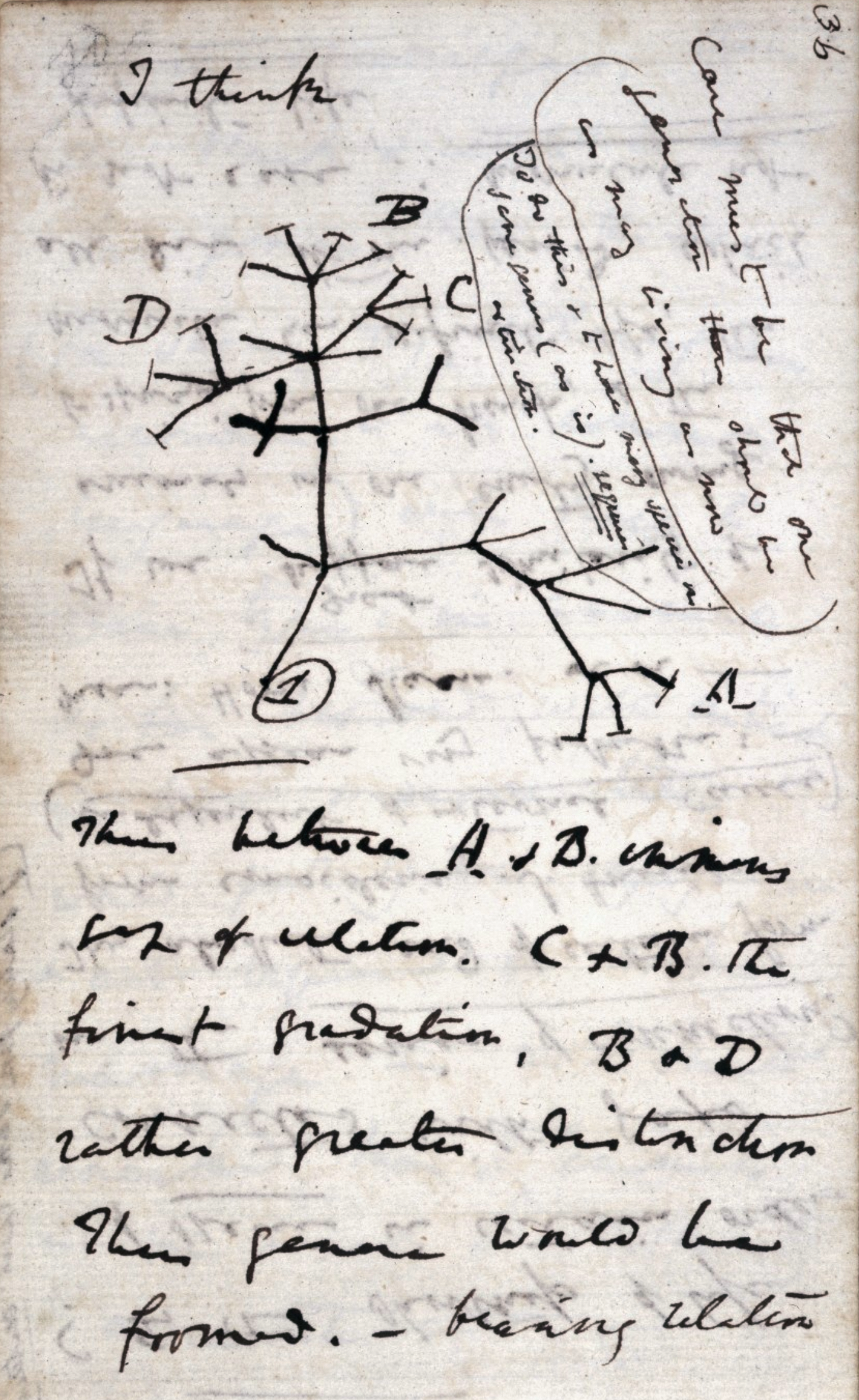
مخطط تشارلز داروين الأول الذي يعود لعام 1837 والذي يوضح شجرة التطور. يُعد من أهم الرسومات التخطيطية الأولية في علم الأحياء التطورية.

عسر التكيف أو سوء التكيف أو ضعف التكيف (بالإنجليزية: Maladaptation)‏ هي سمة ضارة أكثر من كونها نافعة، بعكس التكيف، الذي هو أكثر فائدة وأقل ضررا. وبالنظر إلى الكائنات الحية، من البكتيريا إلى البشر، فجميعها تعرض سمات تكييفيه وغير تكيفية. ففي الحيوانات (بما في ذلك البشر)، يكون السلوك التكيفي مناقضا للسلوك غير التكيفي. ومثل التكيف، فإن عسر التكيف قد يحدث على مدى الزمن الجيولوجي، أو في غضون عمر فرد واحد أو مجموعة من الناس.
من الملاحظ أن مفهوم عسر التكيف، والذي نوقش لأول مرة في أواخر القرن 19، يقوم على وجهة نظر معيبة لنظرية التطور. حيث كان يٌعتقد أن الميل الفطري لتكيف الكائن الحي نحو التحلل من شأنه أن يترجم إلى عسر تكيف وسرعان ما يصبح معلول إن لم يكن تالف (انظر أيضا تحسين النسل). وفي الواقع، فإن المزايا التي يمنحها أي تكيف نادرا ما تكون حاسمة للبقاء على قيد الحياة من تلقاء نفسها ولكنها متوازنة مع التكيفات المساعدة والمعادية الأخرى، وبالتالي لا يمكن أن تتغير دون تأثير على الآخرين.
بعبارة أخرى، فإنه من المستحيل عادة الحصول على تكيف مفيد دون تكبد «سوء تكيف». وبالنظر لمثال قد يدوا تافها: فمن الواضح للغاية أنه من الصعب على الحيوان أن تتطور لديه القدرة على التنفس بشكل جيد في الهواء وفي الماء. فتحسين التكيف مع وسيلة واحدة (التنفس في الهواء) يقلل من القدرة على القيام بالأخرى (التنفس في الماء).

## أمثلة
- أثناء فترات حدوث التغير المناخي، كالاحترار أو البرودة العالمية، فإن الأنواع التي كانت قد تكيفت في مناخها الأصلي قد تصاب بعسر تكيف في المناخ الجديد وتفنى، وذلك إذا مُنعت من تغيير منطقتها بسبب حدود جيولوجية أو حدود مصنوعة بشريا. وبشكل أعم، يشير عسر التكيف الذي يتسبب فيه التغير المناخي إلى الحالات التي قد يدعم فيها تمويل المناخ مبادرات تكون في حقيقتها ضارة بالنظم الاجتماعية-البيئية. فقد تفشل المبادرات بشكل ملتوٍ في أن تحقق أهدافها المذكورة، وقد تتسبب في حدوث عواقب غير مقصودة (كرد فعل)، وقد يحدث في بعض الحالات أن تتسبب في زيادة القابلية للتأثر خلال أطر زمنية أطول.[1] فعلى سبيل المثال، قدم اقتراح مفاده أن التأمين ضد الأخطار الطبيعية كالفيضانات والعواصف قد يقوض الجهود المبذولة لتشجيع أصحاب الملكيات على اتخاذ تدابير من شانها التقليل من التأثر بوجه عام، كأن يقوموا بإدراج نظم المرونة بممتلكاتهم.[2] وقد اقترحت مبادئ توجيهية لتفادي مثل عسر التكيف هذا مع تغير المناخ.[3]
- عادة ما تعتبر مقاومة المضادات الحيوية مسألة تكيف أو عسر تكيف، وذلك بناء على عوامل العدوى، حيث تكون عوامل المرض الأولية متكيفة بشكل جيد مع حالات المضيف الفسيولوجية وتكون قادرة على التكاثر. وعندما توضع المضادات الحيوية موضع التنفيذ، فهذه الكائنات الحية التي لا تملك مقاومة ضدها أو تملك القليل منها تكون في موضع حرج. إلا أن القدرة على إزالة السموم من المضادات الحيوية لها ضريبة: فآليات مقاومة المضادات الحيوية (كالبيتا لاكتاماز) نادرا ما تكون مفيدة لأي غرض آخر. ومن ثم، فإن الطاقة التي كانت لتتاح للنمو والتكاثر تتحول لإزالة سموم المضادات الحيوية. وبالنسبة لكائن معدٍ، فإن ذلك يمثل مفاضلة بين القدرة على إنماء سلاسل مقاومة أقوى في غياب المضادات الحيوية، والقدرة على إزالة سموم المضادات الحيوية إذا حدثت مواجهة. ومن ثم فإن سلوك إستراتيجية مستقرة تطورية لا يكون ممكنا، وذلك إن لم تستخدم المضادات الحيوية بشكل عشوائي.
- كانت طيور الدودو قادرة على التأقلم مع الظروف المناخية بموريشيوس. ففي هذه المنطقة، يسود المناخ شبه الجاف في بعض الفترات من العام، وتنتج النباتات كتلة حيوية أقل نسبيا مما يحتاج الدودو لغذائه (كالفاكهة مثلا)، بينما في الفصل المطير تكون هناك وفرة كبيرة من الطعام. ويبدو أن الدودو قد تأقلم مع هذه الظروف بزيادة نسبة الدهون لديه حينما يكون الطعام وفيرا، ويعدل من دائرة تكاثره لتتلائم مع الظروف المناخية. لكن مجيء البشر والمفترسات، أصبح هذا التكيف سببا في الهلاك: فالبشر كانوا يعتبرون طيور الدودو السمينة صالحة للأكل وكانوا يصطادونها، أو كانوا يقتلونها ببساطة لمجرد المرح لأنها كانت تملك مظهرا مضحكا وتتحرك حركات غريبة. ودورة التكاثر التي ضمنت في الأصل أن يبذل أقل مجهود ممكن في التكاثر جعلت طيور الدودو غير محصنة عندما واجهت الخنازير والقردة، حيث كانت هناك إمكانية ضعيفة لأن يتمكن الدودو الذي أفسدت بيضته من إعادة التعشيش قبل انتهاء موسم التكاثر.
- يعرف المصطلح المعروف باسم «اللدونة العصبية» بأنه «قدرة الدماغ على التعرف على نفسه بتكوين روابط عصبية جديدة خلال حياته».[4] تعتبر اللدونة العصبية نوعا من التكيف الذي يساعد البشر على التكيف مع محفزات جديدة، لا سيما في حالة الوظائف الحركية لدى الموهوبين موسيقيا، وكذلك العديد من الأنشطة التي تتطلب تناسقا بين الأيدي والعيون. ومن أمثلة عسر التكيف في اللدونة العصبية خلال تطور الدماغ «الألم الشبحي» لدى الأفراد الذي فقدوا أطرافا من أجسادهم. فبينما يكون الدماغ جيدا بشكل استثنائي في الاستجابة إلى المحفزات والتعرف على ذاته بطريقة جديدة، ثم يستجيب لاحقا بشكل أفضل وحتى أسرع في المستقبل، ففي بعض الأحيان لا يكون قادرا على التأقلم مع فقدان أحد الأطراف، وإن قطعت كل الأوصال العصبية. وقد وجدت إحدى المجلات العلمية، وهي «التكيف وعسر التكيف»، أنه في بعض الأحيان قد تصبح التغيرات التي حدثت مسبقا لكي تساعد الدماغ البشري على ملائمة بيئة ما مسببة لعسر تكيف.[5] وفي هذه الحالة، ومع فقدان أحد الأطراف، يستمر الدماغ في الشعور بالألم، وذلك رغم انعدام وجود أي أعصاب أو إشارات من الطرف الذي أصبح الآن مفقودا لأن تعطي الدماغ هذا الانطباع.